# Ariadna ruwenzorica
Ariadna ruwenzorica är en spindelart som beskrevs av Embrik Strand 1913. Ariadna ruwenzorica ingår i släktet Ariadna och familjen sexögonspindlar. Inga underarter finns listade i Catalogue of Life.